# Stenolagria matthewsi
Stenolagria matthewsi is een keversoort uit de familie zwartlijven (Tenebrionidae). De wetenschappelijke naam van de soort is voor het eerst geldig gepubliceerd in 1987 door O.Merkl.